# Ludwik Machalski
Ludwik Machalski pseud. „Mnich” (ur. 23 sierpnia 1929 w Jaśle, zm. 10 kwietnia 1951 w Kielcach) – polski działacz powojennego podziemia antykomunistycznego, przywódca organizacji niepodległościowej działającej na terenie powiatu sandomierskiego.

## Życiorys
Był synem Leopolda i Ludwiki z domu Bień. Jego matka była siostrą sądzonego w tzw. „procesie szesnastu” Adama Bienia – członka władz Polskiego Państwa Podziemnego. Dzieciństwo Ludwik Machalski spędził w Staszowie natomiast w okresie II wojny światowej uczył się na tajnych kompletach. Maturę zdał w 1947 w Kielcach, a następnie podjął studia na Akademii Handlowej w Krakowie oraz Politechnice Łódzkiej, których nie ukończył. W 1950 był twórcą liczącej około 40 osób, organizacji antykomunistycznej działającej na terenie powiatu sandomierskiego. Jego organizacja nastawiona była na gromadzenie broni, a także pieniędzy potrzebnych na działalność konspiracyjną, ale również dokonała w dniu 30 czerwca 1950 napadu na posterunek Milicji Obywatelskiej w Klimontowie. Organizacja Machalskiego została rozbita po kilku miesiącach działalności w sierpniu 1950, a sam „Mnich” został aresztowany 17 sierpnia na terenie Staszowa. Po aresztowaniu został skazany na karę śmierci wyrokiem Wojskowego Sądu Rejonowego w Kielcach i stracony 10 kwietnia 1951 w kieleckim więzieniu. Jego szczątki zostały odnalezione przez zespół Instytutu Pamięci Narodowej w 2016 na terenie cmentarza na Piaskach w Kielcach. Identyfikacja została potwierdzona – 21 kwietnia 2017 podczas uroczystości w Pałacu Prezydenckim w Warszawie. Uroczysty pogrzeb został wyznaczony na 6 listopada 2017.